# Кардинал-префект

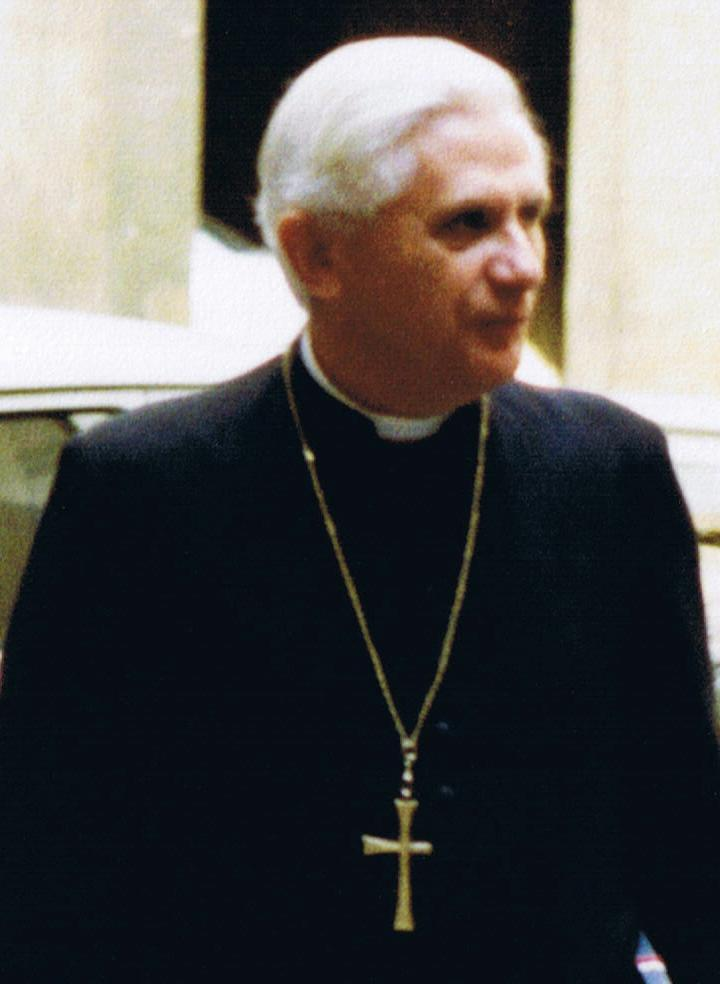
Кардинал-префект Йозеф Ратцінґер — майбутній папа римський. 1988 рік

Кардинал-префект (лат. cardinalis prefectus) — голова однієї з Конгрегацій Римської курії. Починаючи з XVI століття префекти Римських Конгрегацій завжди мають сан кардинала, за рідкісним винятком.
Кардинал-префект завжди є куріальним кардиналом, тобто цей кардинал перебуває на службі в Римській курії. Титул кардинала-префекта має голова Верховного трибуналу Апостольської сигнатури, якщо він у сані кардинала. Якщо керівник не є кардиналом, то його називають про-префект, тобто виконувач обов'язків.
Кардинал-префект несе відповідальність за всі справи в межах своєї куріальної компетенції і за свої дії. Кардиналу-префекту допомагає в управлінні секретар дикастерії, завжди в ранзі титулярного архієпископа або єпископа.
Голову Апостольської пенітенціарії називають кардинал-пенітенціарієм.